# Sphinx oberthueri
Sphinx oberthueri là một loài bướm đêm thuộc họ Sphingidae. Loài này có ở miền trung và tây nam Trung Quốc tới miền bắc Thái Lan.
Ấu trùng ăn các loài Pinus massoniana ở Vân Nam.